# Edmée Favart
Edmée Favart (París, 23 de noviembre de 1879-Marsella, 28 de octubre de 1941) fue una soprano francesa, cantante de ópera, ópera cómica y opereta, estrella de la escena en Francia.

## Biografía
Nacida Edmée Zélie Favart Favart, hija del barítono Edmond Favart y de Zélie Weil, aparece por primera vez en escena siendo todavía una niña con su padre en Argelia.
En 1904 interpreta a la Duquesa de Le petit duc en el histórico Théâtre des Variétés de París. Entra en la compañía del Théâtre des Nouveautés de Bruselas en 1907. Regresa a París y en 1912 se presenta en el célebre Théâtre de la Gaîté con La fille de Madame Angot y La fille du tambour-major. Favart debuta en el Teatro Nacional de la Opéra-Comique el 20 de junio de 1915 con la ópera Mignon, que volverá a interpretar en la representación 1.500 del teatro el 25 de mayo de 1919.
Entre sus papeles en la ópera cabe destacar Cherubino (Las bodas de Fígaro), Rosenn (Le Roi d'Ys) de Édouard Lalo, Micaela (Carmen), Mimí (La Boheme), o Despina (Così fan tutte). En la ópera cómica también interpreta a Clairette (La fille de Madame Angot), Colette (La Basoche), Rose Friquet (Les dragons de Villars)...
Favart estrena como protagonista óperas cómicas u operetas en la cuna de este género La petite fonctionnaire (1921), Monsieur Dumollet (1922), Ciboulette (1923), Pépète (1925) de José Padilla, Quand on est trois (1925), Le Diable à Paris (1927), Une nuit au Louvre (1928), Boulard et ses filles (1929) y Sidonie Panache (1930).
En 1933 protagoniza la película Mannequins con el papel de Micheline/Fleur de Pêcher.
Se retira en 1935 como esposa de Paul Gazagne.
Durante la Segunda Guerra Mundial se refugia y muere en Marsella.